# Baccha maculata
Baccha maculata  (лат.) — вид мух-журчалок из подсемейства Syrphinae.

## Распространение
Вид распространён в Японии, Китае (ориентальная область) и в Корее. В России встречается в южной части Хабаровского края, в Амурской области, Приморском крае и в Сахалинской области.

## Описание
Журчалка в длину достигает 7,5—12 миллиметров. Крылья прозрачные, с отчётливо развитой каймой поперечных жилок. Базальные ячейки более или менее развитые.